# Dyopedos hirticornis
Dyopedos hirticornis är en kräftdjursart som först beskrevs av Georg Ossian Sars 1877.  Dyopedos hirticornis ingår i släktet Dyopedos och familjen Podoceridae. Inga underarter finns listade i Catalogue of Life.